# Xã North Fayette, Quận Allegheny, Pennsylvania
Xã North Fayette (tiếng Anh: North Fayette Township) là một xã thuộc quận Allegheny, tiểu bang Pennsylvania, Hoa Kỳ. Năm 2010, dân số của xã này là 13.934 người.